# Koperkop
De koperkop (Agkistrodon contortrix) is een giftige slang uit de familie adders (Viperidae) en de onderfamilie groefkopadders (Crotalinae).

## Naam en indeling
De wetenschappelijke naam van de soort werd voor het eerst voorgesteld door Carl Linnaeus in 1758. Oorspronkelijk werd de wetenschappelijke naam Boa contortrix gebruikt. Vroeger werden verschillende ondersoorten onderscheiden, maar deze worden niet meer erkend.

## Uiterlijke kenmerken
Deze terrestrische soort wordt ongeveer 60 tot 90 centimeter lang maar uitschieters kunnen een lichaamslengte tot meer dan 1,3 meter bereiken. De slang heeft 21 tot 25 rijen schubben in de lengte op het midden van het lichaam, dit zijn er meestal 23. De slang heeft 139 tot 157 schubben aan de buikzijde. Onder de staart zijn 37 tot 59 staartschubben aanwezig, mannetjes hebben gemiddeld een hoger aantal.
De lichaamskleur is lichtbruin met grote grillige donker- tot roodbruine vlekken die in de nek en de staartpunt vaak op een bandenring lijken en in de flank breder worden. De buik is witgeel met zwarte vlekken. De kop is erg groot en stomp, en heeft grovere schubben en een lichtere kleur dan de rest van het lichaam. De schubben, behalve die op de buik, zijn sterk gekield. Het verschil met de watermoccasinslang (Agkistrodon piscivorus) is dat deze laatste soort vaak minder sterk gebandeerd is, hoewel dat niet altijd uitsluitsel geeft.

## Leefwijze
De koperkop is vrij giftig maar meestal niet dodelijk voor mensen. Het voedsel bestaat voornamelijk uit knaagdieren, kikkers, hagedissen, maar ook ongewervelden staan op het menu. De mens wordt niet geschuwd. De slang klimt zelden en zit meestal in de buurt van water tussen de vegetatie te loeren op een prooi, die hij lokaliseert met zijn warmtegevoelige zintuigen tussen zijn ogen en neusgaten. Vijanden zijn andere slangen, roofvogels en kleine zoogdieren als marterachtigen.
De vrouwtjes zetten geen eieren af maar zijn eierlevendbarend, de jongen komen levend ter wereld. Een worp bestaat meestal uit 1 tot 15 jongen die een lichaamslengte hebben van 18 tot 25 centimeter.

## Verspreiding en habitat
Deze nachtactieve soort komt voor in het midden en zuidoosten van de Verenigde Staten en noordelijk Mexico. In de VS komt de soort voor in de staten Texas, Oklahoma, Kansas, Missouri, Nebraska, Arkansas, Louisiana, Mississippi, Alabama, Georgia, Florida, South Carolina, North Carolina, Tennessee, Kentucky, Virginia, West Virginia, Illinois, Indiana, Ohio, Iowa, Pennsylvania, Maryland, New Jersey, Delaware, New York, Connecticut en Massachusetts. In Mexico is de slang te vinden in de staat Chihuahua. De habitat bestaat uit bosranden, hellingen met rotsen of vegetatie en ook wel graslanden. Vaak wordt deze soort aangetroffen bij ruïnes en oude gebouwen waar dieren als ratten op afkomen.

## Beschermingsstatus
Door de internationale natuurbeschermingsorganisatie IUCN is de beschermingsstatus 'veilig' toegewezen (Least Concern of LC).